# Техникум №7 (Варшава)
Техникум № 7 — государственная средняя школа, расположенная по адресу Щесливицкая улица, дом 56 в районе Охота. Является старейшим техническим училищем Польши. Долгие годы называлась железнодорожным техникумом и многим известна именно под эти названием. Входит в состав школьного комплекса имени Станислава Высоцкого «Колеёвка».

## Современное состояние
По состоянии на апрель 2020 года в техникуме обучаются около 800 школьников по 7 профессиям:
- техник по устройствам и системам возобновляемой энергии
- техник-электрик железнодорожного транспорта
- техник железнодорожного транспорта
- электротехник
- специалист по мехатронике
- техник-экспедитор
- техник по логистике

Профессиональное обучение проводится в сотрудничестве с будущими работодателями, выпускники готовятся к текущим потребностям рынка труда. Чтобы наладить отношения между учениками и работодателями, в 2020 году школа начала организовывать циклические мероприятия под названиями «Ярмарка профессионального обучения» и «Ярмарка вакансий в Охоте». В образовательном процессе школу поддерживают партнеры: Мазовецкая железная дорога, Варшавское метро, Польские железные дороги, Польское общество любителей астрономии, PKP Cargo, PKP Intercity, Ассоциация польских электриков, Szybka Kolej Miejska, Варшавский трамвай и университет экологии и менеджмента.
Учащиеся техникума № 7 принимают участие в общенациональных профессиональных соревнованиях в области мехатроники, возобновляемых источников энергии и логистики. Они неоднократно занимали лидирующие позиции и получали рейтинги известных польских университетов.
Школа имеет оборудованную учебную базу. Имеется астрономическая обсерватория с двумя телескопами-рефлекторами американского производства: один для наблюдения за Солнцем, а другой, так называемый лунный, для наблюдения за звёздами, планетами и лунной поверхностью. В школьном зале можно ставить театральные представления, кинопоказы и организовывать встречи. Фонд компьютеризированной библиотеки насчитывает 31 800 книг. Закрытый тир (на шесть позиций) позволяет проводить учебные, внеклассные занятия и соревнования по стрельбе из пневматической винтовки.
Обучающиеся могут выбирать из широкого спектра внеклассных мероприятий. Есть спортивные мероприятия, клуб юных исследователей «Чемпо» и различные кружки по интересам: география, астрономия, шахматы, возобновляемые источники энергии, мехатроника, иностранные языки и железные дороги. Есть школьные полёты на воздушном шаре, а также международные, национальные и школьные космические проекты, в том числе European Astro Pi — Миссия космической лаборатории (2019, 2020), CREDO — Охотники за космическими частицами (2019), Sally Ride EarthKAM (2019).
Школьники систематически совершенствуют свои языковые навыки в рамках программы «Поворот к культуре» во время англоязычных спектаклей в постановке Британского театра TNT, многочисленных языковых мастер-классов в рамках образовательной программы «Обучение без границ» и языковых проектов в рамках программы eTwinning. Есть школьная волонтерская программа — группа из нескольких десятков учеников посвящает свободное время детям и пенсионерам, проводит акции и т. д., чтобы защитить окружающую среду.
Учащиеся (и родители) могут получать консультации школьных психологов и педагогов по 10 часов в день. Также обеспечивается постоянный уход за больными. В школе работает школьный музей, который с 2018 года участвует в акции Ночь музеев.

## История
Самые ранние записи о зарождении школы относятся к 1872 году, когда родилась идея создания профессионального училища для молодых рабочих. В 1873 году Правление Варшавско-Венской железной дороги по инициативе известного варшавского банкира и общественного деятеля Леопольда Кроненберга учредило учебную мастерскую (при железнодорожно-механической мастерской, действовавшей к тому моменту почти 30 лет). Первоначально в мастерской обучались 90 учеников в возрасте от 18 до 25 лет на машинистов поездов, механиков и мастеров.
В августе 1875 г. министром путей сообщения России было учреждено Техническое училище Варшавско-Венской железной дороги. Учениками школы могли быть только российские подданные. Кандидаты на поступление в училище должны были продемонстрировать знание основных религиозных принципов, уметь читать и писать по-польски и по-русски, знать четыре арифметических действия, а также знать применимые меры и веса. Обучающиеся получили права железнодорожников и обеспечивались бесплатными учебниками и медицинским обслуживанием. Их учили арифметике, рисованию, религии, языкам: польскому и интенсивно русскому, нужным для работы.
Школа, расположенная в несуществующем ныне здании по адресу Хмельная улица, дом 88 ещё носила ремесленный характер, но по мере своего развития достигла уровня настоящего техникума, вероятно, самого высокого уровня по сравнению с другими вузами этого типа в Российской империи на тот момент.
В июне 1908 г. по решению российских властей Техническое училище Варшавско-Венской железной дороги было распущено. Однако это не стало концом в истории школы, а лишь повлекло за собой её существенное изменение. Совет управляющих Варшавско-Венской железной дороги открыл 6-классную среднюю школу с дополнительным 7-м классом с польским языком обучения. Фактически это была общеобразовательная школа с упором на математические и физические предметы и с элементами подготовки железнодорожников. В мастерских проводились профессиональные практические занятия. В таком виде школа действовала в 1908—1914 годах.
После начала Первой мировой войны в конце августа 1914 года ввиду ожидаемого наступления Германии и угрозы Варшаве российские власти приказали эвакуировать школу в Вильну. Однако этот приказ был выполнен только российским персоналом. Дальнейший ход действий на фронте остановил эвакуацию школы, и занятия в Варшаве продолжались, несмотря на грохот германских пушек. Волнения, связанные с эвакуацией учреждения, привели к тому, что новый учебный год начался только в ноябре 1915 года в Москве, где, наконец, для школы было выделено здание. Школа размещалась в Москве в 1915—1918 годах. В последний год после революции 1917 года в обучение удалось ввести польский язык.
В межвоенный период ввиду превышения количеством кандидатов числа мест конкурс на право обучения в школа составлял 3-4 человека на место. Приоритет при поступлении принадлежал сыновьям железнодорожников. Профессия железнодорожника пользовалась большим уважением и признанием в обществе, что привело к большому притоку желающих учиться. Обучение на каждом факультете (механико-электрическом, дорожно-строительном и эксплуатационном) длилось четыре года. Ежегодно во время летних каникул студенты проходили стажировку на железной дороге.
В 1924—1925 годах было построено здание школы по Хмельной улице, дом 88/90, рассчитанное на 1000 мест.
В сентябре 1939 г. здания школы, были разрушены примерно на две трети после попаданий бомб. Занятия возобновились 1 апреля 1940 года после проведённой учителями и учениками работе по расчистке завалов, ремонту и приспособлению школьных помещений.
В январе 1941 года школа была разделена на две отдельные организационные единицы: на Хмельной улице находилась Государственное техническое и механическое училище, на Кошиковой улице находилась Государственная инженерно-строительная школа. Обучение осуществлялось тайно. В школьных мастерских на Хмельной улице производилось оружие для партизан, в том числе замки для пистолетов-пулемётов. Несмотря на неоднократные обыски, следов этой подпольной деятельности органы Третьего рейха не обнаружили.
После Второй мировой войны занятия возобновились в школе 15 марта 1945 года — первые в левобережной Варшаве. Это стало возможным благодаря работе нового директора школы Александра Узаровича и учителей, которые в короткие сроки подготовили классы в разрушенном здании. Также для обучения использовался импровизированный барак во дворе.
Впоследствии школа много раз меняла название, учебные планы и учебные специальности.
7 сентября 1953 года Железнодорожный техникум Министерства транспорта начал занятия в новом здании на Щесливицкой улице, дом 56 (4 этажа, объём 77 000 м³) по проекту архитектора-инженера Яна Голиньского, в 1955 г. были сданы в эксплуатацию спортивные залы, в 1960 г. — актовый зал. Через два года открылась школа-интернат на 500 мест.
1 сентября 1978 года техникум вошел в состав Комплекса профессионально-технических училищ Главного управления Польских железных дорог, а в 1994 году — Комплекса железнодорожных училищ.
В 1959—1990 годах техникум носил имя инженера Яна Рабановского, бывшего министра связи.
В 1998 году Железнодорожный техникум получил имя Станислава Высоцкого — проектировщика и главного инженера строительства Варшавско-Венской железной дороги. Во время церемонии присвоения имени на здании была установлена табличка с барельефом авторства Евгениуша Козака.
В 2001 году Комплекс железнодорожной школы имени Станислава Высоцкого изменил название на Школьный комплекс имени Станислава Высоцкого «Колеёвка».
1 сентября 2002 года Железнодорожный техникум был преобразован в современный Техникум № 7.

## Директора
- 1873—1875 — Ян Петрашек (пол. Jan Pietraszek)
- 1875—1876 — Войцех Гроховский (пол. Wojciech Grochowski)
- 1876—1882 — Людвиг Войно (пол. Ludwik Wojno)
- 1882—1885 — Ян Морозевич (пол. Jan Morozewicz)
- 1885—1908 — Евгениуш Лопушинский (пол. Eugeniusz Łopuszyński)
- 1908—1912 — Владислав Калинский (пол. Władysław Kaliński)
- 1912—1918 — Стефан Квасников (пол. Stefan Kwaśnikow)
- 1915—1929 — Вацлав Гняздовский (пол. Wacław Gniazdowski)
- 1929—1934 — Эдмунд Бурзаки (пол. Edmund Burzacki)
- 1934—1941 — Михал Слюсарски (пол. Michał Ślusarski)
- 1941—1944 — Эдвард Варчаловский (пол. Edward Warchałowski)
- 1945—1965 — Александр Узарович (пол. Aleksander Uzarowicz)
- 1965—1970 — Виктор Лисица (пол. Wiktor Lisica)
- 1970—1971 — Уршула Прухнова (пол. Urszula Pruchnowa)
- 1971—1987 — Збигнев Коржибски (пол. Zbigniew Korzybski)
- 1987—2007 — Ежи Станишевский (пол. Jerzy Staniszewski)
- 2007—2019 — Збигнев Халас (пол. Zbigniew Chałas)
- с 2019 — Агнешка Борковска-Гут (пол. Agnieszka Borkowska-Gut)